# 异叶小檗
异叶小檗（学名：Berberis hypericifolia）为小檗科小檗属的植物，为中国的特有植物。分布于中国大陆的西藏等地，生长于海拔3,400米的地区，见于森林采伐迹地，目前尚未由人工引种栽培。